# Lichtenauer Rheinniederung
Das Naturschutzgebiet Lichtenauer Rheinniederung liegt auf dem Gebiet der Stadt Lichtenau und der Gemeinde Rheinmünster im Landkreis Rastatt in Baden-Württemberg.
Das Gebiet erstreckt sich westlich der Kernstadt Lichtenau. Unweit westlich fließt der Rhein und verläuft die Staatsgrenze zu Frankreich. Östlich verläuft die Landesstraße L 75 und fließt die Acher.

## Bedeutung
Für Lichtenau und Rheinmünster ist seit dem 18. Dezember 1996 ein 230,2 ha großes Gebiet unter der Kenn-Nummer 2.206 als Naturschutzgebiet ausgewiesen. Es handelt sich um einen Landschaftsteil, der „durch die ehemalige Dynamik des Rheins entstanden“ ist. Es sind „ökologisch wertvolle und charakteristische, durch die unterschiedlichen Feuchtestufen geprägte Waldgebiete“ und „natürlich entstandene Gewässer mit charakteristischer Vegetation als Lebensraum gefährdeter Tiergemeinschaften. Durch künstliche Gewässer soll die Biotop- und Artenvielfalt gesteigert werden.“
Mit der gleichen Verordnung wurde auch das angrenzende Landschaftsschutzgebiet „Lichtenauer Rheinniederung“ ausgewiesen, welches weitere 208 ha unter Schutz stellt.